# تاسکول (شهرستان نوکند)
تاسکول (به لاتین: Toskool) یک روستا در قرقیزستان است که در شهرستان نوکند واقع شده‌است. تاسکول ۱٬۸۸۴ نفر جمعیت دارد.